# Nomada louisianae
Nomada louisianae är en biart som beskrevs av Cockerell 1903. Nomada louisianae ingår i släktet gökbin, och familjen långtungebin. Inga underarter finns listade i Catalogue of Life.